# Petaloptera
Petaloptera is een geslacht van rechtvleugeligen uit de familie sabelsprinkhanen (Tettigoniidae). De wetenschappelijke naam van dit geslacht is voor het eerst geldig gepubliceerd in 1859 door Saussure.

## Soorten
Het geslacht Petaloptera omvat de volgende soorten:
- Petaloptera confusa Rehn, 1903
- Petaloptera filia Brunner von Wattenwyl, 1878
- Petaloptera zendala Saussure, 1859